# Arctosa letourneuxi
Arctosa letourneuxi là một loài nhện trong họ Lycosidae.
Loài này thuộc chi Arctosa. Arctosa letourneuxi được Eugène Simon miêu tả năm 1885.